# World Opponent Network
World Opponent Network (WON) bezeichnet ein Client-Server-basiertes Netzwerk, das für Mehrspielerpartien von Spielen des Publishers Sierra Entertainment benötigt wurde. WON wurde unter anderem von den Spielen Homeworld, Red Baron 3D, Half-Life und deren Mods wie Counter-Strike und Online-Versionen von Casinospielen benutzt.
Der signifikanteste Titel war dabei Half-Life. WON bot Serverlisten und Lobbys an. Im Jahr 2000 wurde Sierra Entertainment von Havas übernommen und in dem Zuge WON in Prize Central Net integriert, wobei die Plattform weiterhin WON hieß. Im darauffolgenden Jahr kaufte Valve WON, begann jedoch auch den Arbeiten eines eigenen Online-Dienstes. Die WON-Server wurden am 31. Juli 2004 abgeschaltet. Heute existiert neben dem offiziellen, von Valve kreierten Nachfolger Steam die Open-Source-Alternative WON2.